# Cheilotrichia (Empeda) curta
Cheilotrichia (Empeda) curta is een tweevleugelige uit de familie steltmuggen (Limoniidae). De soort komt voor in het Neotropisch gebied.